# Distrito Regional de Northern Rockies
O Distrito Regional de Northern Rockies (também conhecido como Município Regional de Northern Rockies e enumerado como 20), é um dos 29 distritos regionais da Colúmbia Britânica, no oeste do Canadá. O distrito fica na encosta leste das Montanhas Rochosas, e compreende aproximadamente 10% da área total da província da Columbia Britânica, abrangendo cerca de 85.014,52 quilômetros quadrados. A população da região foi estimada em 5.290 habitantes, de acordo com o censo de 2011. A região faz fronteira com Yukon e Territórios do Noroeste a norte, e fronteira ao leste com a província de Alberta.